# San José de Cusmapa
San José de Cusmapa est une municipalité nicaraguayenne du département de Madriz au Nicaragua.